# باشگاه فوتبال والتون اند هرشام
باشگاه فوتبال والتون اند هرشام (به انگلیسی: Walton & Hersham Football Club) یک باشگاه فوتبال در شهر والتون اون تیمز، کشور انگلستان است که در سال ۱۹۴۵ میلادی تأسیس شده‌است. ادی سیمون مهاجم جوان این تیم با زدن 4 هتریک در 4 بازی رکوردار هتریک متوالی در انگلستان است.